# Leptocera striata
Leptocera striata är en tvåvingeart som först beskrevs av Oswald Duda 1925.  Leptocera striata ingår i släktet Leptocera och familjen hoppflugor. Inga underarter finns listade i Catalogue of Life.